# می مارش
می مارش (انگلیسی: Mae Marsh؛ ۹ نوامبر ۱۸۹۴ – ۱۳ فوریهٔ ۱۹۶۸) بازیگر اهل ایالات متحده آمریکا بود. از فیلم‌هایی که وی در آن نقش داشته‌است، می‌توان به بانگی از ژرفنا، تعصب، تولد یک ملت، سه پدرخوانده، نامه‌ای به سه همسر، مرداب و آلیس در سرزمین عجایب اشاره کرد.